# Рольфсон
Рольфсон (швед. Rolfsån) — мала річка на заході південної частини Швеції. Довжина власне річки Рольфсон становить 9 км, довжина річки з верхів'ями становить 85 — 91 км, площа басейну  — 693,7 км², середня річна витрата води — 12 м³/с, мінімальна витрата води на день — 0,16 м³/с. На річці побудовано 10 ГЕС малої потужності.

## Назва
У документах приблизно 1570 року річка згдується під назвою Raals Aa, що, можливо, пов'язане зі словом «(h)rollr» стародавніх західноскандинавських діалектів зі значенням «тремтіння», «дрижання». Зв'язок назви річки з особистим ім'ям людини Rolf є відносно нещодавним.

## Географія
Власне Рольфсон бере початок від озера Лигнерн і має довжину 9 км. До озера Лигнер річка тече під назвою Стурон (швед. Storån). Стурон бере початок від злиття річок Нулон (швед. Nolån) і Серон (швед. Särån), витоки яких розташовані на захід від міста Бурос. Загальна довжина річки у системі Нулон — Стурон — Рольфсон становить за різними даними 85 — 91 км. Річка Рольфсон впадає через фіорд Кунгсбакафіорд у протоку Каттегат. На 1 км на північ від гирла річки лежить місто Кунгсбака.
Більша частина річкового басейну, 67 %, зайнята лісами, сільськогосподарські угіддя займають 11 %. Озера займають 8 % території басейну, причому половина з цих 8 % припадає на озеро Лигнерн, площа якого становить 3,276 га.
У річку на нерест заходять лосось і пструг. Після побудови у 1918—1920 роках ГЕС «Ålgårda», що не має рибопропускних споруд, риба може заходити у річку лише на відстань 10 км.